# Melodi Grand Prix 2020
A 2020-as Melodi Grand Prix egy norvég zenei verseny volt, melynek keretén belül a közönség kiválasztotta, hogy ki képviselje Norvégiát a 2020-as Eurovíziós Dalfesztiválon.
Az élő műsorsorozatba ezúttal is 25 dal versenyzett az Eurovíziós Dalfesztiválra való kijutásért. A sorozat ezúttal hatfordulós volt; öt elődöntőt, minden szombaton 2020. január 11-től február 8-ig, és egy döntőt rendeztek, február 15-én, ahol a nézők döntöttek mindenről.
A verseny győztese Ulrikke Brandstorp lett, aki a Attention (magyarul: Figyelem) című dallal képviselte volna az országot Rotterdamban.
Az NRK 2019. március 19-én jelentette be, hogy az dalválasztó show változások alatt fog átmenni, hiszen ismét visszaállítják az elődöntős rendszert. Ettől az évtől kezdve minden elődöntőben egy adott régió művészeire összpontosítottak, közülük elődöntőként egy előadó jutott tovább a döntőbe, ahol összesen tíz dal versenyzett. Újítás volt, hogy öt előadót előre kiválasztottak, akik biztonságban voltak, és csak a döntőben versenyeztek. A verseny alatt csak a közönség, a műsorsugárzó weboldalán elérhető szavazófelületen, döntött a végeredmények kialakításában.

## Régiók
- Dél-Norvégia
- Kelet-Norvégia
- Közép-Norvégia
- Nyugat-Norvégia
- Észak-Norvégia

## Helyszín
Először rendezte Trondheim a verseny döntőjét, így először adott otthont a Trondheim Spektrum a versenynek. Az elődöntőket pedig a Fornebuban található H3 Arénában rendezték meg.
| Norvégia Trondheim Fornebu |

## A résztvevők
Az NRK 2019. március 19-én jelentette be, hogy ismét lehet jelentkezni a norvég döntőbe. A dalok beküldésének határideje először 2019. május 17. volt, majd ezt a dátumot megváltoztatták 2019. július 31-re. A beérkezett dalok száma körülbelül 500 és 600 között van. A versenyben első elődöntőjében és a döntőben versenyző előadókat és dalaikat az NRK 2020. január 3-án jelentette volna be, de aznapra tűzték ki Ari Behn temetését, így végül január 6-án tartották a sajtótájékoztatót. A többi előadót január 13-án, 20-án, 26-án és február 2-án jelentik be.
| Előadó                   | Dal                        | Nyelv               | Szerző(k)                                                                     |
| ------------------------ | -------------------------- | ------------------- | ----------------------------------------------------------------------------- |
| Alexandru                | Pink Jacket                | angol               | Ruben Markussen                                                               |
| Akuvi                    | Som du er                  | angol, norvég       | Beatrice Akuvi Kumordzie, Andreas Stone                                       |
| Didrik & Emil            | Out Of Air                 | angol               | Fredrik Boström, Mats Tärnfors, Niclas Lundin, Didrik Solli-Tangen            |
| Elin & The Woods         | We Are As One              | angol, északi számi | Robin Lynch, Elin Kåven, Ylva Persson, Linda Persson                          |
| Geirmund                 | Come Alive                 | angol               | Eric Lumiere, Jonas H. Jensen, Niklas Rosström                                |
| Hege Bjerk               | Pang                       | norvég              | Hege Bjerkreim, Martin Bjerkreim, Trygve Stakkeland                           |
| Jenny Jenssen            | Mr. Hello                  | angol               | Mats Larsson, Jørgen Andson, Jenny Jenssen                                    |
| Jæger                    | How About Mars             | angol               | Roel Rats, Synne Vorkinn, Chris Wortley, Sindre T. Jenssen                    |
| Kevin Boine              | Stem på mæ                 | norvég              | Henning Olerud, Stanley Ferdinandez og Kevin Boine                            |
| Kim Rysstad              | Rainbow                    | angol               | Kim Rysstad, Knut Bjørnar Asphol, Knut Bjørnar Asphol                         |
| Kim Wigaard & Maria Mohn | Fool for Love              | angol               | Torbjørn Raae, Arve Furset, Kim Wigaard Johansen og Maria Mohn                |
| Kristin Husøy            | Pray for Me                | angol               | Roel Rats, Kristin Husøy                                                      |
| Lisa Børud               | Talking About Us           | angol               | Jimmy Jansson, Anderz Wrethov, Maia Wright, Laurell Barker                    |
| Liza Vassilieva          | I Am Gay                   | angol               | Audun Agnar Guldbrandsen, Stian Nyhammer Olsen, Myrtoula Røe, Liza Vassilieva |
| Magnus Bokn              | Over The Sea               | angol               | Alexander Rybak, Joakim With Steen, Magnus Bokn                               |
| Nordic Tenors            | In This Special Place      | angol               | Einar Kristiansen Five, Jan-Tore Saltnes                                      |
| Raylee                   | Wild                       | angol               | Andreas Stone, Anderz Wrethov, Laurell Barker                                 |
| Rein Alexander           | One Last Time              | angol               | Erik Småland, Kristoffer Tømmerbakke og Rein Alexander                        |
| Oda Loves You            | Love Who We Love           | angol               | Magnus Bertelsen, Oda Evjen Gjøvåg                                            |
| Sie Gubba                | Kjære du                   | norvég              | Magne Almås, Petter Øien                                                      |
| Sondrey                  | Take My Time               | angol               | Ola Frøyen, Eric Lumiere, Terhi Pippuri                                       |
| Thomas Løseth            | Vertigo                    | angol               | Idar Sørensen                                                                 |
| Tone Damli               | Hurts Sometimes            | angol               | Helge Moen, Jim Bergsted, Jethro Fox, Tone Damli                              |
| Tore Petterson           | The Start of Something New | angol               | Tore Petterson, Knut Bjørnar Asphol                                           |
| Ulrikke Brandstorp       | Attention                  | angol               | Christian Ingebrigtsen, Kjetil Mørland, Ulrikke Brandstorp                    |

## Első elődöntő
Az első elődöntőt január 11-én rendezte az NRK négy dél-norvégiai előadó részvételével Fornebuban, a H3 Arénában. A végeredményt a nézők szavazatai alakították ki, akik mindössze egy előadót juttattak tovább a döntőbe. Ebben az elődöntőben lépett fel az öt automatikus döntőbe jutott előadó közül Sondrey, Take My Time című dalával.
| Párbaj | Előadó      | Dal              | Eredmény     |
| ------ | ----------- | ---------------- | ------------ |
| I.     | Geirmund    | Come Alive       | Kiesett      |
| I.     | Lisa Børud  | Talking About Us | Továbbjutott |
| II.    | Kim Rysstad | Rainbow          | Kiesett      |
| II.    | Raylee      | Wild             | Továbbjutott |

### Aranypárbaj
| #  | Előadó     | Dal              | Eredmény     |
| -- | ---------- | ---------------- | ------------ |
| 01 | Lisa Børud | Talking About Us | Kiesett      |
| 02 | Raylee     | Wild             | Továbbjutott |

## Második elődöntő
A második elődöntőt január 18-án rendezte az NRK négy kelet-norvégiai előadó részvételével Fornebuban, a H3 Arénában. A végeredményt a nézők szavazatai alakították ki, akik mindössze egy előadót juttattak tovább a döntőbe. Ebben az elődöntőben lépett fel az öt automatikus döntőbe jutott előadó közül Didrik & Emil, Out Of Air című dalukkal.
| Párbaj | Előadó                   | Dal                        | Eredmény       |
| ------ | ------------------------ | -------------------------- | -------------- |
| I.     | Tore Petterson           | The Start of Something New | Kiesett        |
| I.     | Kim Wigaard & Maria Mohn | Fool for Love              | Továbbjutottak |
| II.    | Jæger                    | How About Mars             | Kiesett        |
| II.    | Rein Alexander           | One Last Time              | Továbbjutott   |

### Aranypárbaj
| #  | Előadó                   | Dal           | Eredmény     |
| -- | ------------------------ | ------------- | ------------ |
| 01 | Kim Wigaard & Maria Mohn | Fool for Love | Kiestek      |
| 02 | Rein Alexander           | One Last Time | Továbbjutott |

## Harmadik elődöntő
A harmadik elődöntőt január 25-én rendezte az NRK négy közép-norvégiai előadó részvételével Fornebuban, a H3 Arénában. A végeredményt a nézők szavazatai alakították ki, akik mindössze egy előadót juttattak tovább a döntőbe. Ebben az elődöntőben lépett fel az öt automatikus döntőbe jutott előadó közül Akuvi, Som du er című dalával.
| Párbaj | Előadó        | Dal         | Eredmény       |
| ------ | ------------- | ----------- | -------------- |
| I.     | Alexandru     | Pink Jacket | Kiesett        |
| I.     | Sie Gubba     | Kjære du    | Továbbjutottak |
| II.    | Thomas Løseth | Vertigo     | Kiesett        |
| II.    | Kristin Husøy | Pray for Me | Továbbjutott   |

### Aranypárbaj
| #  | Előadó        | Dal         | Eredmény     |
| -- | ------------- | ----------- | ------------ |
| 01 | Sie Gubba     | Kjære du    | Kiestek      |
| 02 | Kristin Husøy | Pray for Me | Továbbjutott |

## Negyedik elődöntő
A negyedik elődöntőt február 1-én rendezte az NRK négy nyugat-norvégiai előadó részvételével Fornebuban, a H3 Arénában. A végeredményt a nézők szavazatai alakították ki, akik mindössze egy előadót juttattak tovább a döntőbe. Ebben az elődöntőben lépett fel az öt automatikus döntőbe jutott előadó közül Ulrikke Brandstorp, Attention című dalával
| Párbaj | Előadó        | Dal                   | Eredmény     |
| ------ | ------------- | --------------------- | ------------ |
| I.     | Magnus Bokn   | Over The Sea          | Továbbjutott |
| I.     | Oda Loves You | Love Who We Love      | Kiesett      |
| II.    | Nordic Tenors | In This Special Place | Kiestek      |
| II.    | Hege Bjerk    | Pang                  | Továbbjutott |

### Aranypárbaj
| #  | Előadó      | Dal          | Eredmény     |
| -- | ----------- | ------------ | ------------ |
| 01 | Magnus Bokn | Over The Sea | Továbbjutott |
| 02 | Hege Bjerk  | Pang         | Kiesett      |

## Ötödik elődöntő
Az ötödik elődöntőt február 8-án rendezte az NRK négy észak-norvégiai előadó részvételével Fornebuban, a H3 Arénában. A végeredményt a nézők szavazatai alakították ki, akik mindössze egy előadót juttattak tovább a döntőbe. Ebben az elődöntőben lép fel az öt automatikus döntőbe jutott előadó közül Tome Damli, Hurts Sometimes című dalával.
| Párbaj | Előadó           | Dal           | Eredmény       |
| ------ | ---------------- | ------------- | -------------- |
| I.     | Jenny Jenssen    | Mr. Hello     | Kiesett        |
| I.     | Elin & The Woods | We Are As One | Továbbjutottak |
| II.    | Kevin Boine      | Stem på mæ    | Kiesett        |
| II.    | Liza Vassilieva  | I Am Gay      | Továbbjutott   |

### Aranypárbaj
| #  | Előadó           | Dal           | Eredmény     |
| -- | ---------------- | ------------- | ------------ |
| 01 | Elin & The Woods | We Are As One | Kiestek      |
| 02 | Liza Vassilieva  | I Am Gay      | Továbbjutott |

## Döntő
A döntőt február 15-én rendezte az NRK tíz előadó részvételével Trondheimban, a Trondheim Spektrumban. A végeredményt csak a nézők szavazatai alakították ki. Az összes dal elhangzása után a szavazást elindították, ahonnan a négy legtöbb szavazatot kapott előadó versenyzett. Ezután ismét elindítottákák a szavazást, ahol a nézők két előadót jelöltek ki, akik egymással párbajoztak, mint az elődöntőkben. Ez a két előadó ismét előadta versenydalát, majd ezután összesítették a szavazatokat, amelyeket az elődöntőben felosztott területekre bontottak, majd az öt földrajzi régió kiosztotta pontjait. A műsor során extra produkciót adott elő a tavalyi verseny győztese, a KEiiNO.
| #  | Előadó             | Dal             | Eredmény    |
| -- | ------------------ | --------------- | ----------- |
| 01 | Raylee             | Wild            | Aranydöntős |
| 02 | Didrik & Emil      | Out Of Air      | Kiestek     |
| 03 | Magnus Bokn        | Over The Sea    | Kiesett     |
| 04 | Akuvi              | Som du er       | Kiesett     |
| 05 | Kristin Husøy      | Pray for Me     | Aranypárbaj |
| 06 | Rein Alexander     | One Last Time   | Kiesett     |
| 07 | Tone Damli         | Hurts Sometimes | Kiesett     |
| 08 | Sondrey            | Take My Time    | Kiesett     |
| 09 | Ulrikke Brandstorp | Attention       | Aranypárbaj |
| 10 | Liza Vassilieva    | I Am Gay        | Aranydöntős |

### Aranypárbaj
| #  | Előadó             | Dal         | Szavazatok | Szavazatok | Szavazatok | Szavazatok | Szavazatok | Összesen | Eredmény |
| #  | Előadó             | Dal         | Dél        | Kelet      | Közép      | Nyugat     | Észak      | Összesen | Eredmény |
| -- | ------------------ | ----------- | ---------- | ---------- | ---------- | ---------- | ---------- | -------- | -------- |
| 01 | Kristin Husøy      | Pray for Me | 16 756     | 69 696     | 51 176     | 37 107     | 19 932     | 194 667  | 2.       |
| 02 | Ulrikke Brandstorp | Attention   | 19 854     | 102 663    | 21 770     | 38 906     | 17 152     | 200 345  | 1.       |

#### Pontbejelentők
- Dél-Norvégia: Tom Hugo
- Kelet-Norvégia: Åge Sten Nilsen
- Közép-Norvégia: Margaret Berger
- Nyugat-Norvégia: Bjørn Johan Muri
- Észak-Norvégia: Agnete

## Visszatérő előadók
| Előadó              | Előző év(ek)              |
| ------------------- | ------------------------- |
| Alexandru           | 2016 (Suite 16 tagjaként) |
| Didrik Solli-Tangen | 2010                      |
| Elin & The Woods    | 2017                      |
| Emil Solli-Tangen   | 2013                      |
| Jenny Jenssen       | 2007                      |
| Kim Rysstad         | 2012                      |
| Raylee              | 2015                      |
| Tone Damli          | 2009                      |
| Ulrikke Brandstorp  | 2017                      |